# باکلان نوگرمسیری
باکلان نوگرمسیری (نام علمی: Phalacrocorax brasilianus) نام یک گونه از سرده باکلان‌های سیاه است.